# Eremocarya micrantha
Eremocarya micrantha är en strävbladig växtart som först beskrevs av John Torrey, och fick sitt nu gällande namn av Edward Lee Greene. Eremocarya micrantha ingår i släktet Eremocarya och familjen strävbladiga växter. Utöver nominatformen finns också underarten E. m. lepida.